# Commodore VIC-20
Commodore VIC-20 (Njemačka: VC-20; Japan: VIC-1001) bilo je 8-bitno kućno računalo koje je razvila tvrtka Commodore Business Machines. VIC-20 bio je najavljen 1980., tri godine poslije Commodoreovog prvog osobnog račanala Commodore PET. VIC-20 je prvo računalo koje se se prodalo u milijun primjeraka.

## Tehničke značajke
- mikroprocesor: Commodore Semiconductor Group 6502A na 1,0227 MHz
- pomoćni procesor: VIC-I (6560) (za zvuk i grafiku)
- ugrađeni programski jezik: CBM Basic V2
- tipkovnica: 66 tipki, 4 funkcijske
- RAM: 5 KB (proširivo do 32 KB)
- ROM: 16 KB
- tekstualne mogućnosti: 23×22 znaka
- grafička razlučivost: 184×176 piksela
- znakovi u 8 boja, grafika u 16 boja
- zvuk: 3 kanala, 3 oktave
- ulazno/izlazni priključci:
  - priključak za igraću palicu
  - "user port"
  - RS-232 priključak
  - utor za memorijske kartice
  - kompozitni video izlaz
  - priključak za kazetofon